# Lissonota nigra
Lissonota nigra là một loài tò vò trong họ Ichneumonidae.